# Droga krajowa nr 87 (Węgry)
Droga krajowa nr 87 (węg. 87-es főút) – droga krajowa w komitacie Vas w zachodnich Węgrzech. Długość - 51 km. Przebieg: 
- Kám – skrzyżowanie z 8
- Szombathely – wspólny odcinek z 86, skrzyżowanie z 89
- Kőszeg
- granica węgiersko-austriacka Kőszeg - Rattersdorf – połączenie z austriacką B61